# Club Patí Taradell
El Club Patí Taradell és un club d'hoquei sobre patins de Taradell (Osona) fundat al juliol de 1977. Té equips base i un equip sènior a OK Lliga plata.
El seu primer equip va assolir l'ascens a la 1a divisió estatal la temporada 2006-2007, a falta de 3 jornades per acabar la lliga, després que a la temporada anterior, la 2005-2006, se li escapés l'ascens a l'última jornada davant del Roda. Ja havia estat a aquesta divisió les temporades 1978-1979 i 1981-1982.
La temporada 2016-17 aconsegueix l'ascens a la divisió de plata i aconsegueix còmodament la permanència quedant 5è classificat la temporada 2017-18 i tenint el màxim golejador de la categoria entre les seves files, Dani Rodríguez. La temporada 2018-19 aconsegueix l'ascens a la Ok Lliga, la màxima divisió de l'hoquei estatal mantenint-se dues temporades, descendint a OK Lliga plata.

## Palmarès
- Subcampió Ok Lliga Plata, ascens a OK Lliga (2018-19)
- Campió de la Supercopa catalana d'hoquei patins (2017)